# Бор (Выборгский район)
Бор (до 1949 года Кеккиниеми, фин. Kekkiniemi) — посёлок в Каменногорском городском поселении Выборгского района Ленинградской области.

## История

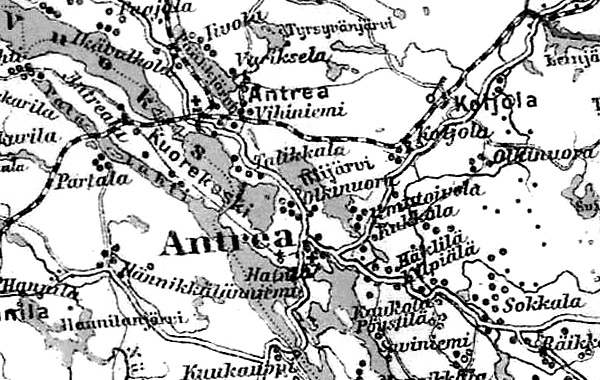
Волость Антреа на финской карте 1923 года

До 1939 года деревня Кеккиниеми входила в состав волости Антреа Выборгской губернии Финляндской республики.
С 1 января 1940 года — в составе Карело-Финской ССР.
С 1 июля 1941 года по 31 мая 1944 года финская оккупация.
С 1 ноября 1944 года — в составе Антреаского сельсовета Яскинского района.
С 1 октября 1948 года — в составе Красносокольского сельсовета Лесогорского района. 
С 1 января 1949 года учитывается административными данными как деревня Бор.
В 1954 году население деревни составляло 119 человек. В 1958 году население деревни составляло 68 человек.
С 1 декабря 1960 года — в составе Выборгского района. 
По данным 1966, 1973 и 1990 годов посёлок Бор входил в состав Красносокольского сельсовета.
В 1997 и 2002 годах в посёлке Бор Красносокольской волости постоянного населения не было.
В 2007 году в посёлке Бор Каменногорского ГП также не было постоянного населения, в 2010 году — проживали 3 человека.

## География
Посёлок расположен в северной части района на автодороге 41К-414 (Остров — Лазурное).
Расстояние до административного центра поселения — 3 км.
Расстояние до ближайшей железнодорожной станции Каменногорск I — 5 км. 
Посёлок находится на левом берегу реки Вуокса близ залива Тихий. К востоку от посёлка находится озеро Луговое.

## Демография
| 2007 | 2010 | 2017 | 2021 |
| ---- | ---- | ---- | ---- |
| 0    | ↗3   | ↗5   | ↗17  |

## Улицы
1-й Дачный проезд, 1-я Тихая, 2-й Дачный проезд, 2-я Тихая, 3-й Дачный проезд, Ласточкин проезд.